# Tahtalı-Gebirge
Das Tahtalı-Gebirge (türkisch Tahtalı Dağları) befindet sich im zentralanatolischen Teil der Türkei. Es liegt im mittleren Taurus-Gebirge, vorwiegend zwischen den Provinzen Kayseri, Adana und zu einem kleinen Teil in den Provinzen Sivas und Kahramanmaraş. 
In der Provinz Kayseri liegt das Gebirge südöstlich, in Sivas südlich, in Adana nördlich und in Kahramanmaraş nordwestlich. Das Tahtalı-Gebirge ist zwischen den zwei Armen des Flusses Seyhan gelegen, also zwischen Zamantı und Göksu. Die Quellen dieser beiden Arme sind auch die Nordspitze von Tahtalı und das Zusammentreffen zum Fluss Seyhan die Südspitze.
Das Tahtalı-Gebirge ist etwa 170 km lang und 50 km breit. Viele Berge des Gebirges sind über 2500 m hoch. Seine höchste Erhebung ist mit 3075 Metern der Bey (Bey Dağı) bei Tufanbeyli (Provinz Adana). Die parallel gelegenen Flüsse Ceyhan und Seyhan haben ihre Quelle in dem Gebiet und münden in der Çukurova-Ebene ins Mittelmeer.

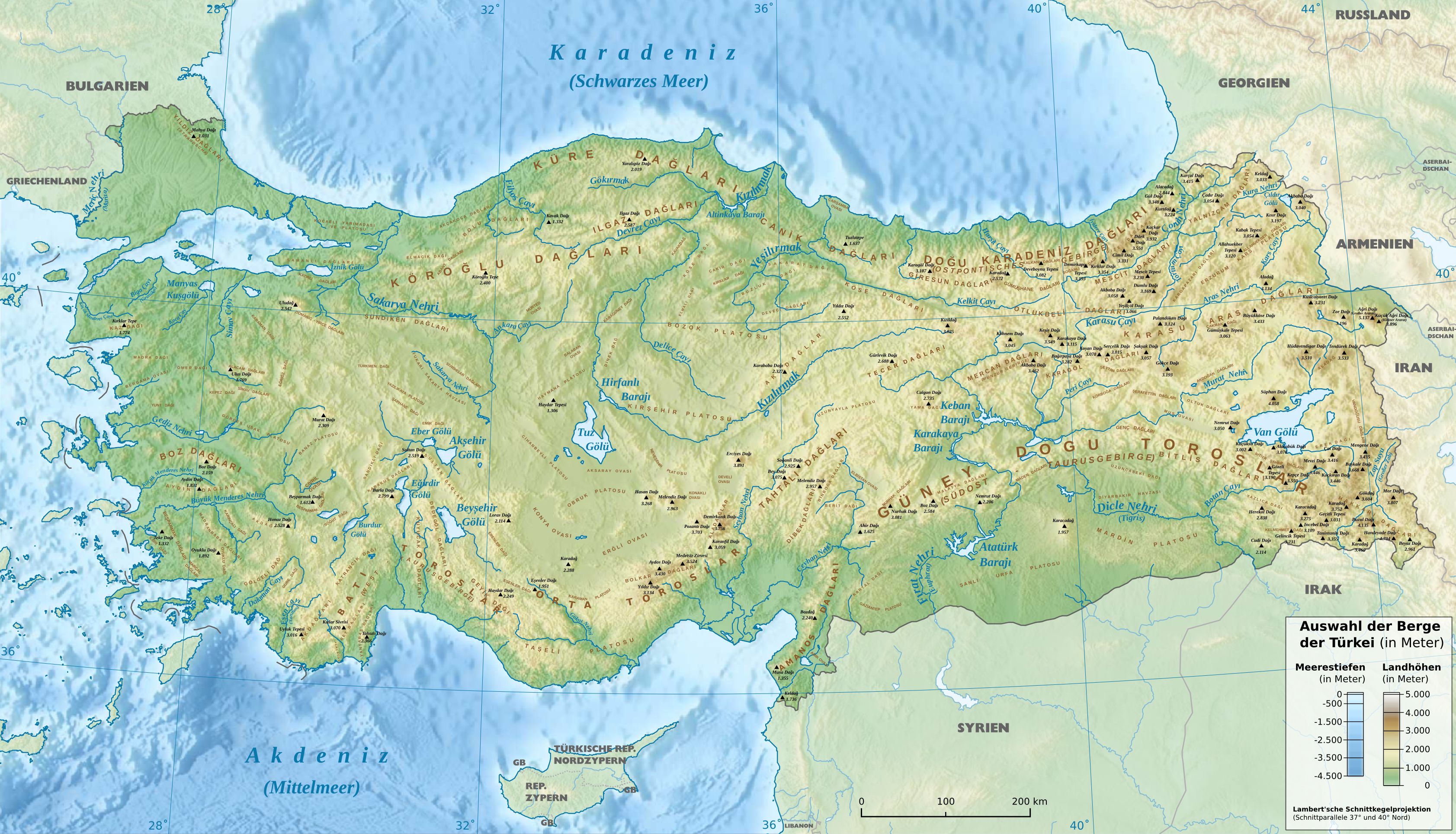
Karte der türkischen Gebirge